# Juan de Kanizsa
Juan de Kanizsa (en húngaro: Kanizsai János) (1350- 30 de mayo de 1418) cuadragésimo primer arzobispo de Esztergom (1387–1418). Poderoso aristócrata húngaro, sirvió y se opuso al rey Segismundo de Hungría.

## Biografía
Juan Kanizsa nació cerca de 1350 en el seno de una familia aristócrata húngara de la provincia de Zala. Su padre fue Juan de Kanizsa, ispán de las provincias de Zala y de Vas, y su madre era hija de Nicolás Gilétfi de Pozsega. El joven noble que posteriormente será arzobispo tuvo también tres influyentes hermanos, Nicolás, Lorenzo y Esteban. El tío de Juan de Kanizsa era Esteban de Kanizsa, obispo de Zagreb. En 1367, Juan sirvió como canónigo de la princesa María de Anjou, hija del rey Luis I de Hungría. En 1374 fue nombrado gran prepósito de Estrigonia y luego prepósito de Eger y hasta 1378 fue estudiante en la universidad de Padua. En 1377 se convirtió en rector de la universidad, y en 1384 fue nombrado obispo de Eger y desde 1387 canciller real.
En 1387 fue nombrado arzobispo de Esztergom, portando así el título jerárquico más alto de la Iglesia católica en el reino húngaro. El Papa Bonifacio IX lo nombró cardenal y enviado de la Santa Sede por sus servicios a los reyes Segismundo de Hungría y su esposa María. En 1390 convocó un cónclave en Estrigonia, en 1391 restableció en el castillo la capilla de San Esteban y fundó un concejo canónigo santificado en honor a San Esteban protomartir.
En 1396 tomó parte en la batalla de Nicópolis en la que el rey Segismundo junto con los ejércitos del duque Juan I de Borgoña intentó expulsar a los turcos otomanos de Europa, pero resultó en una trágica derrota para las fuerzas cristianas. La derrota significó una gran pérdida de prestigio para el rey húngaro, lo que contribuyó posteriormente a que una facción de la alta nobleza intentase remover a Segismundo del trono.
Juan de Kanizsa fue uno de los guías espirituales e intelectuales de la Liga de nobles que se formó al inicio del reinado de Segismundo y lo intentó mantener bajo su control, así el 28 de abril de 1401 el arzobispo en su papel de canciller hizo arrestar al rey en Buda y se puso a la cabeza del consejo provisional que dirigía el reino. El 29 de octubre de ese mismo año, asistido por el conde Armando II de Celje y por Nicolás Garai el joven, el rey recupera su libertad y el trono, apiadándose de Juan de Kanizsa. A pesar de esto, Juan de Kanizsa coronó al joven rey Ladislao I de Nápoles el 5 de agosto de 1403 en Zara, el hijo del rey Carlos II de Hungría, asesinado en 1386. Luego de que Ladislao abandonase el reino y su coronación fuese desconocida, Juan de Kanizsa y su hermano Nicolás de Kanizsa nuevamente volvieron a ser perdonados por Segismundo, manteniendo sus derechos y propiedades. Nicolás se retiró de la vida pública, pero el cardenal Juan se convirtió nuevamente en consejero del rey Segismundo.
En 1414 en la ausencia del reino de Segismundo, Juan de Kanizsa se convirtió en vicario real junto con Nicolás Garai el joven, uniéndose en 1417 a su rey en el Concilio de Constanza.
Juan de Kanizsa murió en 1418 y luego de que la silla arzobispal estuviese vacante por varios meses, Jorge Hohenlohe fungió de regente apostólico hasta que en 1423 fuese nombrado el siguiente arzobispo Jorge de Pálócz, leal seguidor del rey Segismundo.